# Ожика равнинная
Ожи́ка равни́нная, или Ожика слабоволоси́стая (лат. Lúzula campéstris) — вид цветковых растений рода Ожика (Luzula) семейства Ситниковые (Juncaceae).

## Ботаническое описание

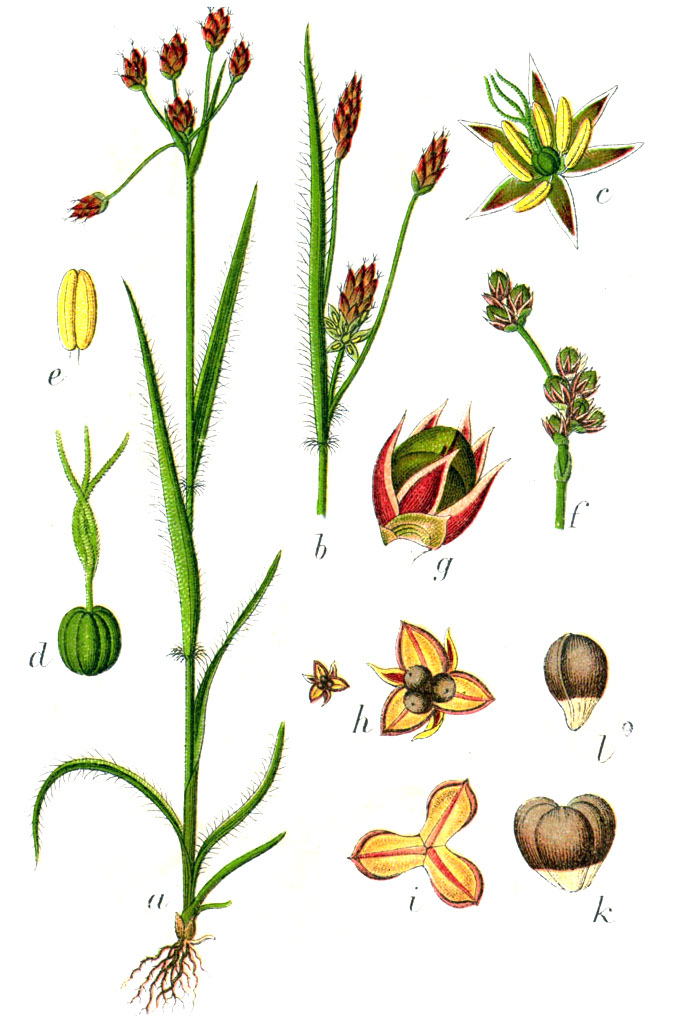

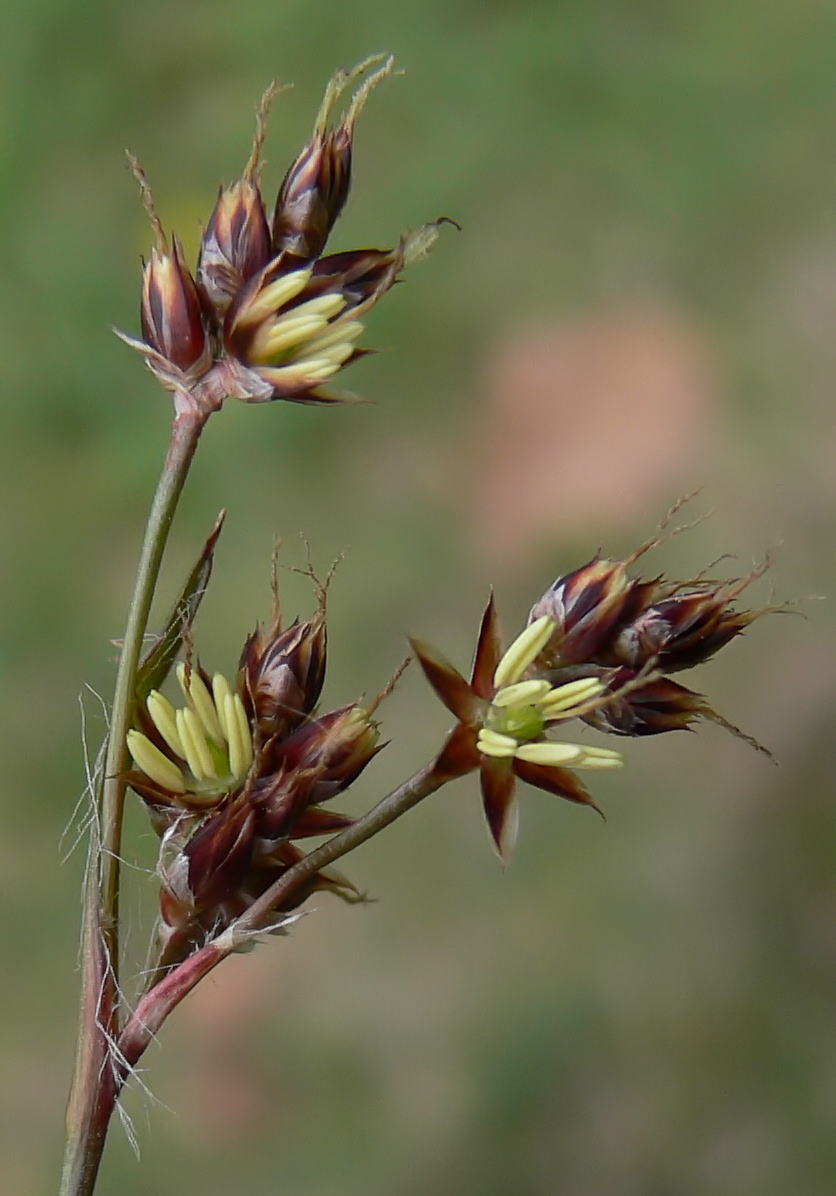
Соцветия

Многолетнее травянистое растение, гемикриптофит. Высота 5—30 см. Стебли прямостоячие, негнущиеся. Листовые пластинки опушённые, тупоконечные. Размножается короткими столонами.
Компактное головчатое соцветие состоит из двух — пяти (редко больше) цветков; цветки сидячие или на цветоножках. Верхние стеблевые листья по длине примерно равны соцветию. Листочки околоцветника ланцетные, остроконечные, до 3 мм длиной. Они равного размера, красновато-коричневые, с плёнчатым краем. Пыльники примерно в 4 раза длиннее тычиночных нитей. Столбики длиннее завязи.
Плод яйцевидный, с коротким тупым концом, коричневый, длиной как листочки околоцветника. Семена 1,7 мм длиной, с элайосомами около 1 мм шириной. Цветение в марте — апреле.
Количество хромосом 12, 24, 36.

## Распространение и местообитание
Ареал вида изначально включал Европу и северо-запад Африки, однако сейчас вид распространён повсеместно. Произрастает на умеренно сухих песчаных и известковых лугах и пастбищах.

## Экология
Семена могут распространяться муравьями (мирмекохория), часто поедаются животными (эндозоохория) или распространяются на их шерсти. Нередко является сорным растением.

## Охрана
Вид включён в Красную книгу Калмыкии, Ленинградской области, а также Восточной Фенноскандии (Финляндия).

## Синонимика
- Cyperella campestris (L.) MacMill.
- Cyperella campestris var. multiflora (Ehrh.) MacMill.
- Gymnodes campestris (L.) Fourr.
- Juncoides campestre (L.) Coville
- Juncoides campestris (L.) Kuntze
- Juncus campestris L.
- Juncus subpilosus Gilib.
- Luciola campestris (L.) Sm.
- Luzula subpilosa V.I.Krecz. & Gontsch., nom. illeg.
- Luzula subpilosa (Gilib.) V.I. Krecz.
- Luzula vulgaris Buchenau, nom. illeg.[3]